# Everywoman
Everywoman es una película muda estadounidense perdida de 1919, dirigida por George Melford y basada en una obra de teatro de 1911, Everywoman, de Walter Browne. Violet Heming aparece como el personaje principal, apoyada por varias estrellas de Paramount.

## Reparto
- Theodore Roberts como Wealth
- Violet Heming como Everywoman
- Clara Horton como Youth
- Wanda Hawley como Beauty
- Margaret Loomis como Modesty
- Mildred Reardon como Conscience
- Edythe Chapman como Truth
- Bebe Daniels como Vice
- Monte Blue como Love
- Irving Cummings como Passion
- James Neill como Nobody
- Raymond Hatton como Flattery
- Lucien Littlefield como Lord Witness
- Noah Beery como Bluff
- Jay Dwiggins como Stuff
- Tully Marshall como Puff
- Robert Brower como Age
- Charles Stanton Ogle como Time
- Fred Huntley como Dissipation
- Clarence Geldart como Auctioneer